# Vuelta Ciclista del Uruguay 1970
La 27.ª edición de la Vuelta Ciclista del Uruguay se disputó entre el 21 y el 29 de marzo de 1970.
Por primera vez la Vuelta fue ganada por un extranjero y el podio fue ocupado por ciclistas no locales. Fue ganada por Giuseppe Maffeis de la selección italiana, seguido de los brasileños Pedro Geraldo de Souza y Luiz Carlos Flores del Bicicletas Caloi.

## Etapas
| Etapa | Fecha       | Recorrido            | km       | Ganador (equipo)                       |
| 1.ª   | 21 de marzo | Montevideo-San José  | 180,6    | Waldemar Arballo (Caloi)               |
| 2.ª   | 22 de marzo | San José-Florida     | 176,9    | Pedro Hernández (Social Progreso)      |
| 3.ª   | 23 de marzo | Florida-Minas        | 166,3    | Martín Balao (Unión Ciclista Lacacina) |
| 4.ª   | 24 de marzo | Minas-Treinta y Tres | 180,5    | Pedro Geraldo de Souza (Caloi)         |
| 5.ª   | 25 de marzo | Treinta y Tres-Melo  | 114,6    | Franco Baldussi (Italia)               |
| 6.ª   | 26 de marzo | Treinta y Tres       | 40 (CRI) | Pedro Castillo (Federación de 33)      |
| 7.ª   | 27 de marzo | Treinta y Tres-Rocha | 179,4    | Roberto Chemello (Social Progreso)     |
| 8.ª   | 28 de marzo | Rocha-Maldonado      | 177,2    | Luiz Carlos Flores (Caloi)             |
| 9.ª   | 29 de marzo | Maldonado-Montevideo | 167,5    | Rúben Uhalde (Fénix)                   |

### Clasificación individual
| Pos. | Ciclista               | Equipo     | Tiempo           |
| ---- | ---------------------- | ---------- | ---------------- |
| 1.º  | Giuseppe Maffeis       | Italia     | 36 h 51 min 22 s |
| 2.º  | Pedro Geraldo de Souza | Caloi      | a 1 min 21 s     |
| 3.º  | Luiz Carlos Flores     | Caloi      | a 3 min 50 s     |
| 4.º  | Braulio Massé          | CC Carmelo | a 5 min 56 s     |
| 5.º  | Waldemar Arballo       | Caloi      | a 6 min 37 s     |
| 6.º  | Alfredo Rivero         | Maroñas    | a 8 min 11 s     |
| 7.º  | Franco Baroni          | Italia     | a 8 min 30 s     |
| 8.º  | Giancarlo Bellini      | Italia     | a 9 min 34 s     |
| 9.º  | Lino Benech            | Sauce      | a 9 min 46 s     |
| 10.º | Walter Fleitas         | Policial   | a 11 min 44 s    |